# لاري وايس
لاري وايس (بالإنجليزية: Larry Weiss)‏ هو كاتب أغاني أمريكي، ولد في 25 مارس 1941 في نيوآرك في الولايات المتحدة.

## وصلات خارجية
- لاري وايس على موقع IMDb (الإنجليزية)
- لاري وايس على موقع ميوزك برينز (الإنجليزية)
- لاري وايس على موقع ديسكوغز (الإنجليزية)